# FC Tokyo 2008
Questa voce raccoglie le informazioni riguardanti il FC Tokyo nelle competizioni ufficiali della stagione 2008.

## Stagione
La stagione si aprì con l'ingaggio, alla guida tecnica del FC Tokyo, dell'ex tecnico delle nazionali giovanili Hiroshi Jōfuku, il quale promosse come titolari numerosi giocatori giovani (tra cui Yūto Nagatomo, che in quel periodo esordirà in nazionale maggiore) e impose alla squadra un nuovo tipo di disciplina. Grazie a un rendimento costante da parte di Teruyuki Moniwa e Naohiro Ishikawa e alle nuove regole introdotte da Jofuku, la squadra partì bene lottando per le posizioni di vertice nella prima parte del campionato, per poi spegnersi e concludere al sesto posto.
Verso la conclusione della stagione la squadra fu eliminata ai quarti di finale di coppa di Lega dai futuri vincitori dell'Oita Trinita, mentre in Coppa dell'Imperatore il FC Tokyo fu estromesso in semifinale dal Kashiwa Reysol, a causa di un gol di Tadanari Lee a due minuti dal termine.

## Divise e sponsor
Il fornitore tecnico Adidas modifica il motivo delle divise, divenute blu e rosse a quarti. Lo sponsor Eneos viene confermato.
| Manica sinistra · Manica sinistra · Maglietta · Maglietta · Manica destra · Manica destra · Pantaloncini · Pantaloncini · Calzettoni · Calzettoni | Manica sinistra · Manica sinistra · Maglietta · Maglietta · Manica destra · Manica destra · Pantaloncini · Pantaloncini · Calzettoni · Calzettoni |  |

## Rosa
| N. |                     | Ruolo | Calciatore       |
| -- | ------------------- | ----- | ---------------- |
| 1  | Giappone (bandiera) | P     | Hitoshi Shiota   |
| 2  | Giappone (bandiera) | D     | Teruyuki Moniwa  |
| 3  | Giappone (bandiera) | D     | Hideki Sahara    |
| 4  | Brasile (bandiera)  | D     | Bruno Quadros    |
| 5  | Giappone (bandiera) | D     | Yūto Nagatomo    |
| 6  | Giappone (bandiera) | C     | Yasuyuki Konno   |
| 7  | Giappone (bandiera) | C     | Satoru Asari     |
| 8  | Giappone (bandiera) | D     | Ryūji Fujiyama   |
| 9  | Brasile (bandiera)  | A     | Cabore           |
| 10 | Giappone (bandiera) | C     | Yōhei Kajiyama   |
| 13 | Giappone (bandiera) | A     | Sōta Hirayama    |
| 15 | Brasile (bandiera)  | C     | Emerson          |
| 16 | Giappone (bandiera) | C     | Reiichi Ikegami  |
| 17 | Giappone (bandiera) | D     | Jō Kanazawa      |
| 18 | Giappone (bandiera) | C     | Naohiro Ishikawa |
| 19 | Giappone (bandiera) | P     | Shūichi Gonda    |

| N. |                     | Ruolo | Calciatore         |
| -- | ------------------- | ----- | ------------------ |
| 20 | Giappone (bandiera) | A     | Nobuo Kawaguchi    |
| 21 | Giappone (bandiera) | P     | Nobuyuki Abe       |
| 22 | Giappone (bandiera) | C     | Naotake Hanyū      |
| 23 | Giappone (bandiera) | C     | Kota Morimura      |
| 24 | Giappone (bandiera) | A     | Shingo Akamine     |
| 25 | Giappone (bandiera) | D     | Yūhei Tokunaga     |
| 26 | Giappone (bandiera) | D     | Taishi Koyama      |
| 27 | Giappone (bandiera) | C     | Ryōichi Kurisawa   |
| 28 | Giappone (bandiera) | C     | Kenji Suzuki       |
| 29 | Giappone (bandiera) | D     | Kazumori Yoshimoto |
| 30 | Giappone (bandiera) | C     | Yōhei Ōtake        |
| 31 | Giappone (bandiera) | P     | Kōta Ogi           |
| 32 | Giappone (bandiera) | A     | Yusuke Kondo       |
| 33 | Giappone (bandiera) | D     | Kenta Mukuhara     |
| 35 | Giappone (bandiera) | C     | Kohei Shimoda      |

## Statistiche

### Statistiche di squadra
| Competizione           | Punti | Totale | Totale | Totale | Totale | Totale | Totale | DR  |
| Competizione           | Punti | G      | V      | N      | P      | Gf     | Gs     | DR  |
| ---------------------- | ----- | ------ | ------ | ------ | ------ | ------ | ------ | --- |
| J. League Division 1   | 55    | 34     | 16     | 7      | 11     | 50     | 46     | +4  |
| Coppa Yamazaki Nabisco | -     | 6      | 3      | 3      | 2      | 14     | 10     | +4  |
| Coppa dell'Imperatore  | -     | 4      | 3      | 0      | 1      | 8      | 5      | +3  |
| Totale                 | -     | 44     | 22     | 10     | 14     | 72     | 61     | +11 |

### Videografia
- FC Tokyo 2008 Season Review (FC東京 2008シーズンレビュー?) ASIN B0015RA7GY